# Corea del Nord ai Giochi della XXIX Olimpiade
La Corea del Nord ha partecipato alle Giochi della XXIX Olimpiade di Pechino, svoltisi dall'8 al 24 agosto 2008, con una delegazione di 58 atleti.

## Medaglie
| Medaglia | Atleta       | Sport             | Evento              |
| -------- | ------------ | ----------------- | ------------------- |
| Oro      | Pak Hyon Suk | Sollevamento pesi | 63 kg femminile     |
| Oro      | Hong Un Jong | Ginnastica        | Volteggio femminile |
| Argento  | An Kum-ae    | Judo              | 52 kg femminile     |
| Bronzo   | Pak Chol-min | Judo              | 66 kg maschile      |
| Bronzo   | Won Ok Im    | Judo              | 63 kg femminile     |
| Bronzo   | O Jong Ae    | Sollevamento pesi | 58 kg femminile     |

### Medaglie per disciplina
| Sport             | Oro | Argento | Bronzo | Totale |
| ----------------- | --- | ------- | ------ | ------ |
| Sollevamento pesi | 1   | 0       | 1      | 2      |
| Ginnastica        | 1   | 0       | 0      | 1      |
| Judo              | 0   | 1       | 2      | 3      |

## Atletica leggera
| Gara              | Atleta        | Tempo     | Posizione |
| ----------------- | ------------- | --------- | --------- |
| Maratona maschile | Ri Kum-Song   | 2h 19'08" | 33        |
| Maratona maschile | Pak Song-Chol | 2h 21'16" | 40        |
| Maratona maschile | Kim Il-Nam    | 2h 21'51" | 42        |
| Maratona maschile | Kim Kum-Ok    | 2h 30'01" | 12        |
| Maratona maschile | Jong Yong-Ok  | 2h 34'52" | 36        |
| Maratona maschile | Jo Bun-Hui    | 2h 37'04" | 48        |

## Calcio

### Torneo femminile

#### Squadra
Allenatore: Kim Kwang Min
| N. | Pos. | Giocatore      | Data nascita (età)     | Pres. | Reti | Squadra   |
| -- | ---- | -------------- | ---------------------- | ----- | ---- | --------- |
| 1  | P    | Jon Myong Hui  | 7 agosto 1986 (21)     |       |      | Rimyongsu |
| 2  | C    | Kim Kyong Hwa  | 28 marzo 1986 (22)     |       |      | April 25  |
| 3  | D    | Om Jong Ran    | 10 ottobre 1985 (22)   |       |      | April 25  |
| 4  | D    | Jang Yong Ok   | 17 settembre 1982 (25) |       |      | April 25  |
| 5  | D    | Song Jong Sun  | 11 marzo 1981 (27)     |       |      | Amrokgang |
| 6  | A    | Kim Ok Sim     | 2 luglio 1987 (21)     |       |      | Rimyongsu |
| 7  | C    | Ho Sun Hui     | 5 marzo 1980 (28)      |       |      | Amrokgang |
| 8  | A    | Kil Son Hui    | 7 marzo 1986 (22)      |       |      | Rimyongsu |
| 9  | C    | Ri Un Suk      | 1º gennaio 1986 (22)   |       |      | April 25  |
| 10 | A    | Ri Kum Suk     | 16 agosto 1978 (29)    |       |      | April 25  |
| 11 | C    | Ri Un Gyong    | 19 novembre 1980 (27)  |       |      | Wolmido   |
| 12 | D    | Ri Un Hyang    | 15 maggio 1988 (20)    |       |      | Amrokgang |
| 13 | D    | Yu Jong Hui    | 21 marzo 1986 (22)     |       |      | April 25  |
| 14 | D    | Jang Il Ok     | 10 ottobre 1986 (21)   |       |      | April 25  |
| 15 | D    | Sonu Kyong Sun | 28 settembre 1983 (24) |       |      | April 25  |
| 16 | D    | Kong Hye Ok    | 19 settembre 1983 (24) |       |      | April 25  |
| 17 | A    | Kim Yong Ae    | 7 marzo 1983 (25)      |       |      | April 25  |
| 18 | P    | Han Hye Yong   | 4 marzo 1985 (23)      |       |      | Pyongyang |

#### Prima fase
| Arbitro: | De Silva |

|         |           |  |
| Kim 27’ | Marcatori |  |

| Arbitro: | Niu |

|                       |           |        |
| Daniela 14’ Marta 22’ | Marcatori | 93’ Ri |

| Arbitro: | Ferreira-James |

|  |           |            |
|  | Marcatori | 86’ Mittag |

| Squadra        | P.ti | G | V | N | P | GF | GS | DR |
| -------------- | ---- | - | - | - | - | -- | -- | -- |
| Brasile        | 7    | 3 | 2 | 1 | 0 | 5  | 2  | +3 |
| Germania       | 7    | 3 | 2 | 1 | 0 | 2  | 0  | +2 |
| Corea del Nord | 3    | 3 | 1 | 0 | 2 | 2  | 3  | -1 |
| Nigeria        | 0    | 3 | 0 | 0 | 3 | 1  | 5  | -4 |

## Ginnastica

### Ginnastica artistica
| Gara                     | Atleta       | Volteggio | Corpo libero | Cavallo con maniglie | Anelli | Parallele | Sbarra | Trave  | Totale | Posizione | Finali    |
| ------------------------ | ------------ | --------- | ------------ | -------------------- | ------ | --------- | ------ | ------ | ------ | --------- | --------- |
| Qualificazioni femminili | Cha Yong Hwa | 13,750    | -            |                      |        | 15,175    |        | -      | 28,925 | 86        | nessuna   |
| Qualificazioni femminili | Hong Un Jong | 15,725    | 13,850       |                      |        | 14,100    |        | 12,825 | 56,425 | 41        | volteggio |

| Gara      | Atleta       | Punteggio | Posizione |
| --------- | ------------ | --------- | --------- |
| Volteggio | Hong Un Jong | 15,650    |           |

## Judo
| Gara  | Atleta        | Tabellone principale                           | Tabellone principale                      | Tabellone principale                   | Tabellone principale                  | Tabellone principale | Ripescaggi | Ripescaggi                             | Ripescaggi | Ripescaggi                             |
| Gara  | Atleta        | Sedicesimi                                     | Ottavi                                    | Quarti                                 | Semifinali                            | Finale               | 1º turno   | Quarti                                 | Semifinali | Finale                                 |
| ----- | ------------- | ---------------------------------------------- | ----------------------------------------- | -------------------------------------- | ------------------------------------- | -------------------- | ---------- | -------------------------------------- | ---------- | -------------------------------------- |
| 60 kg | Kim Kyong-Jin | Elie Norbert (Madagascar) 1000-0000            | Hovhannes Davtyan (Armenia) 0022-0000     | Ludwig Paischer (Austria) 0000-0020    |                                       |                      |            | Craig Fallon (Gran Bretagna) 0001-0100 |            |                                        |
| 66 kg | Pak Chol-min  | Guvanch Nurmuhammedov (Turkmenistan) 1000-0000 | Giovanni Nicola Casale (Italia) 0010-0001 | Pedro Dias (Portogallo) 0002-0000      | Benjamin Darbelet (Francia) 0001-0210 |                      |            |                                        |            | Mirali Sharipov (Uzbekistan) 0100-0001 |
| 73 kg | Kim Chol-Su   | Ronald Girones (Cuba) 1000-0001                | David Kevkhishvili (Georgia) 0111-0110    | Elnur Mammadli (Azerbaigian) 0000-0200 |                                       |                      |            | Dirk van Tichelt (Belgio) 1011-0000    |            |                                        |

| Gara  | Atleta      | Tabellone principale                  | Tabellone principale                        | Tabellone principale                           | Tabellone principale                 | Tabellone principale          | Ripescaggi | Ripescaggi | Ripescaggi | Ripescaggi                               |
| Gara  | Atleta      | Sedicesimi                            | Ottavi                                      | Quarti                                         | Semifinali                           | Finale                        | 1º turno   | Quarti     | Semifinali | Finale                                   |
| ----- | ----------- | ------------------------------------- | ------------------------------------------- | ---------------------------------------------- | ------------------------------------ | ----------------------------- | ---------- | ---------- | ---------- | ---------------------------------------- |
| 48 kg | Pak Ok-Song | bye                                   | Ana Hormigo (Portogallo) 0100-0000          | Kelbet Nurgazina (Kazakistan) 0011-0001        | Yanet Bermoy (Cuba) 0000-1021        |                               |            |            |            | Paula Belen Pareto (Argentina) 0001-0100 |
| 52 kg | An Kum-ae   | Yagnelys Mestre (Cuba) 0201-0000      | Flor Velázquez (Venezuela) 0010-0001        | Sholpan Kaliyeva (Kazakistan) 0200-0000        | Misato Nakamura (Giappone) 0001-0000 | Xian Dongmei (Cina) 0001-0011 |            |            |            |                                          |
| 57 kg | Kye Sun-Hui | Sabrina Filzmoser (Austria) 1001-0001 | Barbara Harel (Francia) 0010-0101           |                                                |                                      |                               |            |            |            |                                          |
| 63 kg | Won Ok-Im   | bye                                   | Daniela Yael Krukower (Argentina) 0020-0010 | Elisabeth Willeboordse (Paesi Bassi) 0020-0000 | Lucie Decosse (Francia) 0000-0211    |                               |            |            |            | Claudia Heill (Austria) 0110-0001        |

## Lotta
| Gara  | Atleta          | Tabellone principale | Tabellone principale                       | Tabellone principale | Tabellone principale | Tabellone principale | Ripescaggi | Ripescaggi | Ripescaggi |
| Gara  | Atleta          | Sedicesimi           | Ottavi                                     | Quarti               | Semifinali           | Finale               | Quarti     | Semifinali | Finale     |
| ----- | --------------- | -------------------- | ------------------------------------------ | -------------------- | -------------------- | -------------------- | ---------- | ---------- | ---------- |
| 55 kg | Yang Kyong-Il   |                      | Namig Sevdimov (Azerbaigian) 1-1, 1-3, 1-2 |                      |                      |                      |            |            |            |
| 66 kg | Yang Chung-Song |                      | Albert Batyrov (Bielorussia) 0-1, 3-5      |                      |                      |                      |            |            |            |

| Gara  | Atleta       | Tabellone principale | Tabellone principale              | Tabellone principale | Tabellone principale | Tabellone principale | Ripescaggi | Ripescaggi | Ripescaggi |  |
| Gara  | Atleta       | Sedicesimi           | Ottavi                            | Quarti               | Semifinali           | Finale               | Quarti     | Semifinali | Finale     |  |
| ----- | ------------ | -------------------- | --------------------------------- | -------------------- | -------------------- | -------------------- | ---------- | ---------- | ---------- |  |
| 55 kg | Cha Kwang-Su |                      | Yagnier Hernández (Cuba) 8-0, 1-1 |                      |                      |                      |            |            |            |  |

## Nuoto sincronizzato
| Gara | Atlete                    | Technical Routine | Technical Routine | Free Routine (preliminari) | Free Routine (preliminari) | Free Routine (finale) | Free Routine (finale) | Punteggio totale | Posizione finale |
| Gara | Atlete                    | Punteggio         | Pos.              | Punteggio                  | Pos.                       | Punteggio             | Pos.                  | Punteggio totale | Posizione finale |
| ---- | ------------------------- | ----------------- | ----------------- | -------------------------- | -------------------------- | --------------------- | --------------------- | ---------------- | ---------------- |
| Duo  | Wang Ok Gyong Kim Yong Mi | 42,917            | 16                | 43,584                     | 15                         |                       |                       | 86,501           | 16               |

## Pugilato
| Gara         | Atleta       | Sedicesimi               | Ottavi | Quarti | Semifinali | Finale |
| ------------ | ------------ | ------------------------ | ------ | ------ | ---------- | ------ |
| Pesi leggeri | Kim Song-guk | Daouda Sow (Francia) 1-3 |        |        |            |        |

## Sollevamento pesi
| Gara  | Atleta       | Strappo | Strappo | Slancio | Slancio | Totale       | Posizione    |
| Gara  | Atleta       | Ris.    | Pos.    | Ris.    | Pos.    | Totale       | Posizione    |
| ----- | ------------ | ------- | ------- | ------- | ------- | ------------ | ------------ |
| 56 kg | Cha Kum-Chol | 128     | 5       | 155     | 5       | 283          | 5            |
| 56 kg | Ri Kyong-Sok | 0       | -       | -       | -       | non concluso | non concluso |
| 62 kg | Im Yong-Su   | 138     | 3       | 0       | -       | non concluso | non concluso |
| 69 kg | Kim Chol-Jin | 146     | 8       | 180     | 6       | 326          | 6            |

| Gara  | Atleta       | Strappo | Strappo | Slancio | Slancio | Totale       | Posizione    |
| Gara  | Atleta       | Ris.    | Pos.    | Ris.    | Pos.    | Totale       | Posizione    |
| ----- | ------------ | ------- | ------- | ------- | ------- | ------------ | ------------ |
| 58 kg | O Jong-Ae    | 95      | 6       | 131     | 2       | 226          |              |
| 63 kg | Pak Hyon-Suk | 106     | 2       | 135     | 1       | 241          |              |
| 69 kg | Ok Hong-Yong | 0       | -       | -       | -       | non concluso | non concluso |

## Tennis tavolo
| Gara              | Atleta        | Preliminari                                                        | Turno 1                                                                     | Turno 2                                                                    | Turno 3                                                    | Turno 4 | Quarti | Semifinali | Finale |
| ----------------- | ------------- | ------------------------------------------------------------------ | --------------------------------------------------------------------------- | -------------------------------------------------------------------------- | ---------------------------------------------------------- | ------- | ------ | ---------- | ------ |
| Singolo maschile  | Jang Song-Man | Marcelo Aguirre (Paraguay) 4-0 (11-7, 11-3, 11-8, 11-3)            | Liu Song (Argentina) 4-2 (11-9, 9-11, 5-11, 11-4, 11-9, 13-11)              | He Zhi Wen (Spagna) 4-2 (11-9, 8-11, 9-11, 11-7, 12-10, 11-8)              | Li Ching (Hong Kong) 1-4 (4-11, 9-11, 8-11, 11-9, 8-11)    |         |        |            |        |
| Singolo maschile  | Kim Hyok-Bong | Ibrahim Al-Hasan (Kuwait) 4-2 (11-7, 9-11, 6-11, 11-5, 11-9, 11-9) | Thiago Monteiro (Brasile) 4-1 (11-6, 11-9, 11-6, 7-11, 11-5)                | Chiang Peng-Lung (Taipei cinese) 4-2 (11-7, 8-11, 11-8, 7-11, 11-4, 12-10) | Timo Boll (Germania) 1-4 (11-13, 3-11, 4-11, 12-10, 11-8)  |         |        |            |        |
| Singolo maschile  | Ri Chol-Guk   |                                                                    | Robert Gardos (Austria) 3-4 (11-6, 11-8, 11-9, 9-11, 1-11, 5-11, 9-11)      |                                                                            |                                                            |         |        |            |        |
| Singolo femminile | Kim Jong      |                                                                    | Fabiola Ramos (Venezuela) 4-0 (11-7, 11-7, 11-7, 11-7)                      | Daniela Dodean (Romania) 4-1 (11-5, 11-7, 11-5, 5-11, 11-8)                | Park Mi-Young (Corea del Sud) 0-4 (7-11, 4-11, 8-11, 6-11) |         |        |            |        |
| Singolo femminile | Kim Mi-Yong   |                                                                    | Ruta Paskauskiene (Lituania) 3-4 (5-11, 11-9, 11-3, 5-11, 5-11, 11-6, 5-11) |                                                                            |                                                            |         |        |            |        |

## Tiro
| Gara                        | Atleta         | Qualificazioni | Qualificazioni | Finale    | Finale       | Finale                    |
| Gara                        | Atleta         | Punteggio      | Pos.           | Punteggio | Punt. totale | Pos.                      |
| --------------------------- | -------------- | -------------- | -------------- | --------- | ------------ | ------------------------- |
| Pistola 10 m aria compressa | Kim Jung-Soo   | 584            | 3              | 99,0      | 683,0        | 3 squalificato per doping |
| Pistola 10 m aria compressa | Kwon Tong-Hyok | 575            | 26             |           |              |                           |
| Pistola 50 metri            | Kim Jung-Soo   | 563            | 2              | 97,2      | 660,2        | 2 squalificato per doping |
| Pistola 50 metri            | Ryu Myong-Yon  | 551            | 27             |           |              |                           |

| Gara                        | Atleta       | Qualificazioni | Qualificazioni | Finale    | Finale       | Finale |
| Gara                        | Atleta       | Punteggio      | Pos.           | Punteggio | Punt. totale | Pos.   |
| --------------------------- | ------------ | -------------- | -------------- | --------- | ------------ | ------ |
| Pistola 10 m aria compressa | Jo Yong-Suk  | 382            | 15             |           |              |        |
| Pistola 25 m                | Jo Yong-Suk  | 584            | 4              | 199,4     | 783,4        | 6      |
| Skeet                       | Pak Jong-Ran | 66             | 9              |           |              |        |
| Trap                        | Pak Yong-Hui | 56             | 18             |           |              |        |

## Tiro con l'arco
| Gara                  | Atleta       | Turno di qualificazione | Turno di qualificazione | Turno 1                          | Turno 2                             | Ottavi                       | Quarti                          | Semifinali                             | Finale                             |
| Gara                  | Atleta       | Punteggio               | Pos.                    | Turno 1                          | Turno 2                             | Ottavi                       | Quarti                          | Semifinali                             | Finale                             |
| --------------------- | ------------ | ----------------------- | ----------------------- | -------------------------------- | ----------------------------------- | ---------------------------- | ------------------------------- | -------------------------------------- | ---------------------------------- |
| Individuale femminile | Kwon Un Sil  | 656                     | 5                       | Najmeh Abtin (Iran) 106-96       | Pranitha Vardhineni (India) 106-99> | Aída Román (Messico) 105-100 | Mariana Avitia (Messico) 105-99 | Park Sung-hyun (Corea del Sud) 106-109 | Yun Ok-hee (Corea del Sud) 106-109 |
| Individuale femminile | Son Hye-Yong | 618                     | 45                      | Mariana Avitia (Messico) 106-107 |                                     |                              |                                 |                                        |                                    |

## Tuffi
| Gara                              | Atleta                    | Preliminari | Preliminari | Semifinale | Semifinale | Finale | Finale |
| Gara                              | Atleta                    | Punti       | Pos.        | Punti      | Pos.       | Punti  | Pos.   |
| --------------------------------- | ------------------------- | ----------- | ----------- | ---------- | ---------- | ------ | ------ |
| Piattaforma 10 m maschile         | Chon Man Kim              | 328,85      | 30          |            |            |        |        |
| Piattaforma 10 m femminile        | Un Hyang Kim              | 316,20      | 13          | 267,00     | 16         |        |        |
| Piattaforma 10 m femminile        | Jin Ok Kim                | 291,90      | 18          | 259,40     | 17         |        |        |
| Piattaforma 10 m sincro femminile | Choe Kum Hui Un Hyang Kim |             |             |            |            | 381,10 | 6      |